# Rudolf Creutz
Rudolf Creutz (Trieste, 6 aprile 1896 – Vienna, 8 luglio 1980) è stato un generale austriaco nazista, membro di alto rango delle SS durante la seconda guerra mondiale.
Fu coinvolto nell'attuazione dei programmi di reinsediamento razziale nei territori occupati e fu condannato per crimini di guerra dagli Alleati nel 1948.

## Biografia
Nacque nella città di Trieste il 6 aprile 1896, all'epoca ancora parte parte dell'Impero Austro-Ungarico. Sposò la contessa Marie Margarethe Christiane Rességuier von Miremont da cui nacque un figlio.
Creutz entrò a far parte del partito nazista (membro n. 2.367.675) e poi delle SS (membro n. 77.813), raggiungendo il grado di SS-Brigadeführer il 9 novembre 1943. Divenne vice di Ulrich Greifelt, generale delle SS e capo di stato maggiore del Commissariato del Reich per il rafforzamento della germanicità (in tedesco: Reichskommissariat für die Festigung des deutschen Volkstums, RKFDV). Questo ufficio fu il ramo delle SS incaricato delle iniziative del programma Heim ins Reich e di germanizzazione durante la seconda guerra mondiale: le responsabilità dell'RKFDV riguardarono il "ritorno finale dei tedeschi etnici nel Reich", "l'eliminazione delle influenze dannose" e "la progettazione di nuove aree di insediamento tedesco mediante traslocazione".
Creutz era a capo dell'Ufficio A dell'RKFDV che gestiva il programma Wiedereindeutschungs, in base al quale gli orfani nei territori occupati venivano selezionati in base al loro "aspetto razziale" e trasferiti con la forza in Germania per essere adottati dai "genitori nordici": questi bambini erano orfani principalmente perché i loro genitori erano già stati portati nei campi di concentramento.
Già nel 1941 Creutz fu coinvolto nella deportazione e nel reinsediamento delle famiglie tedesche dalla Lorena e dal Lussemburgo in Germania, al fine di proteggerle da "influenze indesiderabili" in quelle aree. Impartì istruzioni dettagliate sulle procedure da seguire e fornì le relazioni sullo stato di avanzamento direttamente a Heinrich Himmler.
Nel 1942, Creutz emise questi ordini ai governatori del Reich:"Ci sono un gran numero di bambini negli ex orfanotrofi polacchi che, in base alle loro caratteristiche razziali, devono essere considerati figli di genitori nordici. Questi bambini devono essere soggetti a una procedura di selezione razziale e psicologica. I bambini ritenuti biologicamente preziosi per il Reich tedesco devono essere germanizzati".
Nel 1943 questi programmi furono ampliati per includere il rapimento totale di bambini e adulti. In un rapporto di otto pagine a Himmler, datato 25 marzo 1943, Creutz delineò le operazioni e fornì i dettagli sulle misure che aveva ordinato:"La selezione delle persone deve essere effettuata dalla filiale della SS Race and Settlement Main Office (RuSHA) a Litzmannstadt (oggi Łódź). Le persone ritenute idonee per essere germanizzate devono essere consegnate alla SS- und Polizeiführer in Germania".
Creutz fu arrestato dagli Alleati alla fine della seconda guerra mondiale. Nel 1947 fu imputato nel processo RuSHA, l'ottavo processo della serie di processi di Norimberga: fu accusato di crimini contro l'umanità, crimini di guerra e appartenenza all'organizzazione criminale delle SS. Il 10 marzo 1948 fu condannato per i seguenti capi d'accusa: sequestro di bambini stranieri, in particolare provenienti da Francia, Lussemburgo e Polonia; evacuazione forzata e reinsediamento delle popolazioni; germanizzazione forzata dei cittadini nemici; utilizzo dei cittadini stranieri come schiavi. Fu condannato a 15 anni nella prigione di Landsberg. La sua condanna fu ridotta a 10 anni nel 1951, nel 1955 Creutz fu rilasciato. Morì l'8 luglio 1980 a Vienna.